# Adelschlag
Adelschlag è un comune tedesco di 3 087 abitanti, situato nel Land della Baviera.